# Esteros del Iberá

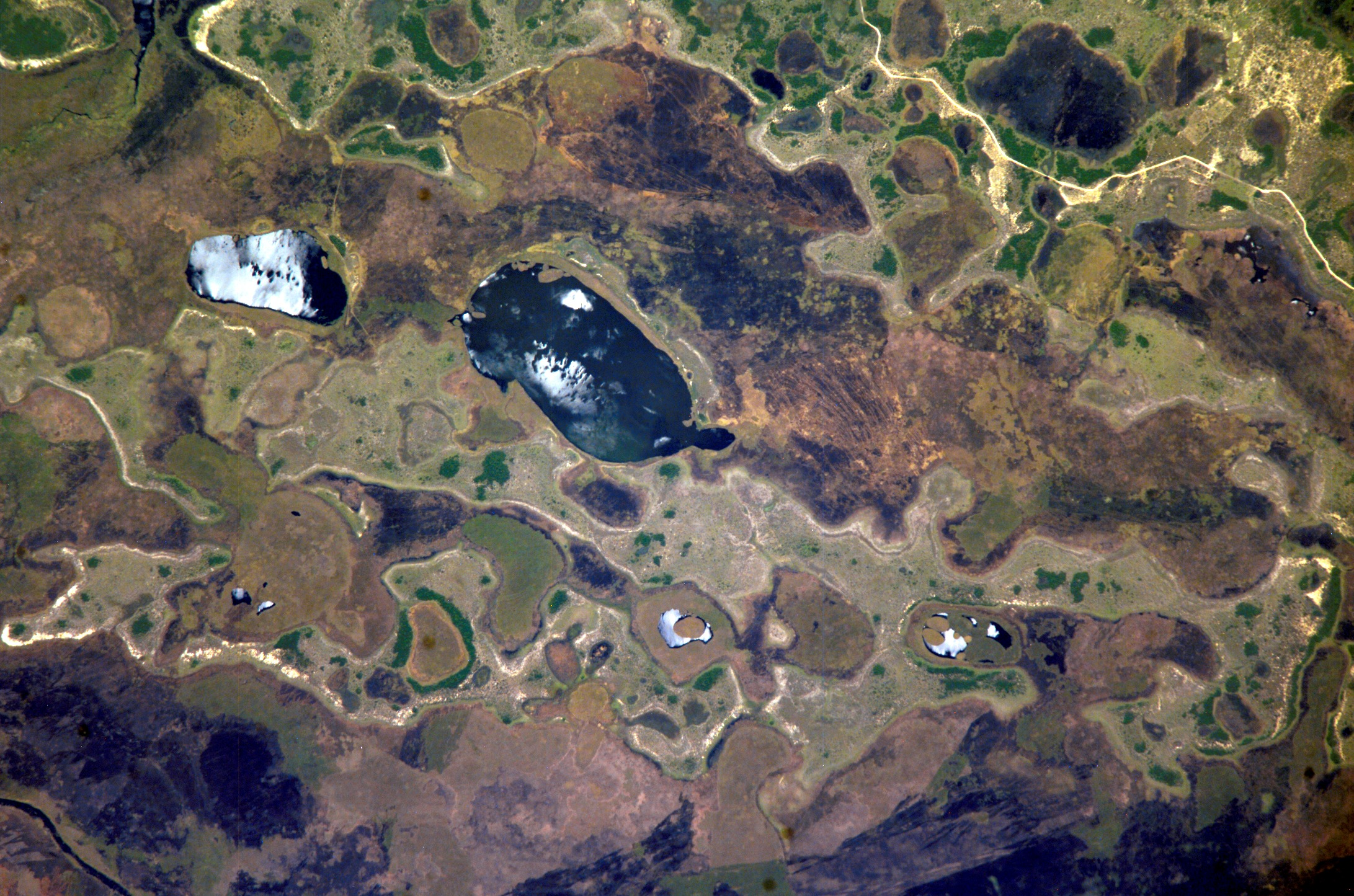
Lagos observados nos Esteros del Iberá, refletindo a luz do sol.

Esteros del Iberá (junção do espanhol, esteros com o guarani ý berá, "água brilhante") é uma mistura de pântanos, lagos, lamaçais e cursos d'água no centro e centro-norte da Argentina, na província de Corrientes. Os Esteros formam o segundo maior complexo de zonas úmidas do mundo, só não sendo maior que o Pantanal, no Brasil. São áreas de origem pluvial, com uma área entre 15 000 e 20 000 km².
Desde 1982, estas zonas úmidas são parte de uma área protegida (a Reserva Natural de Iberá), que tem cerca de 13 000 km² (14% da área da província de Corrientes, e a maior área protegida da Argentina). Iberá é também um dos mais importantes reservatórios de água doce no continente. Em 2002 uma área de 245 km² foi listada como uma zona úmida de importância internacional pela Convenção sobre as Zonas Húmidas de Importância Internacional.
A Reserva Natural é conhecida pela sua biodiversidade, incluindo quatro espécies como "monumentos naturais da província": a lontra-neotropical, o lobo-guará, o veado-campeiro e o cervo-do-pantanal. É onde habitam as duas espécies de jacarés argentinos:  o jacaré-de-papo-amarelo e o jacaré-do-pantanal, assim como a capivara e cerca de 350 espécies de aves.

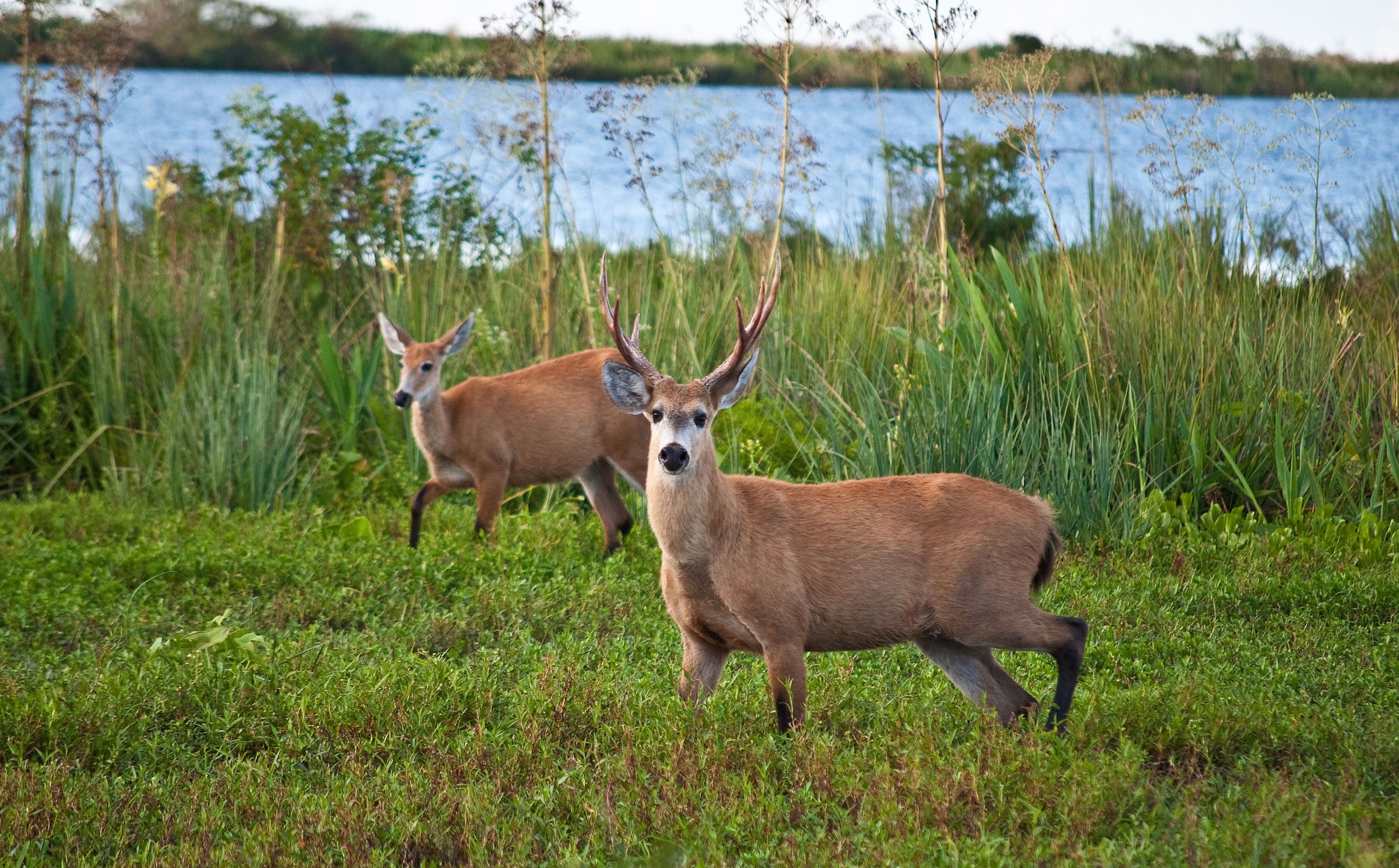
Cervo-do-pantanal
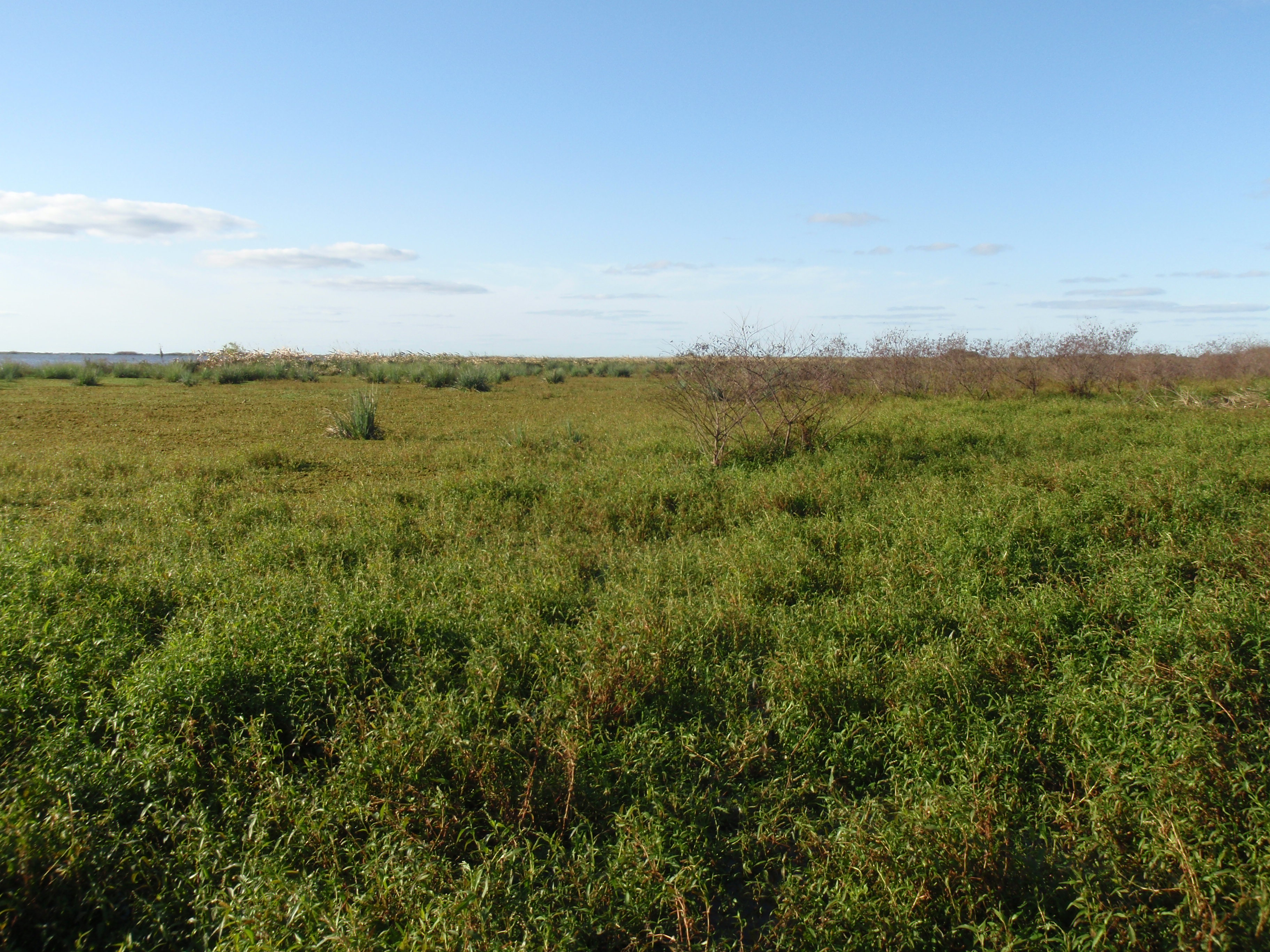
Brejo em Esteros del Iberá
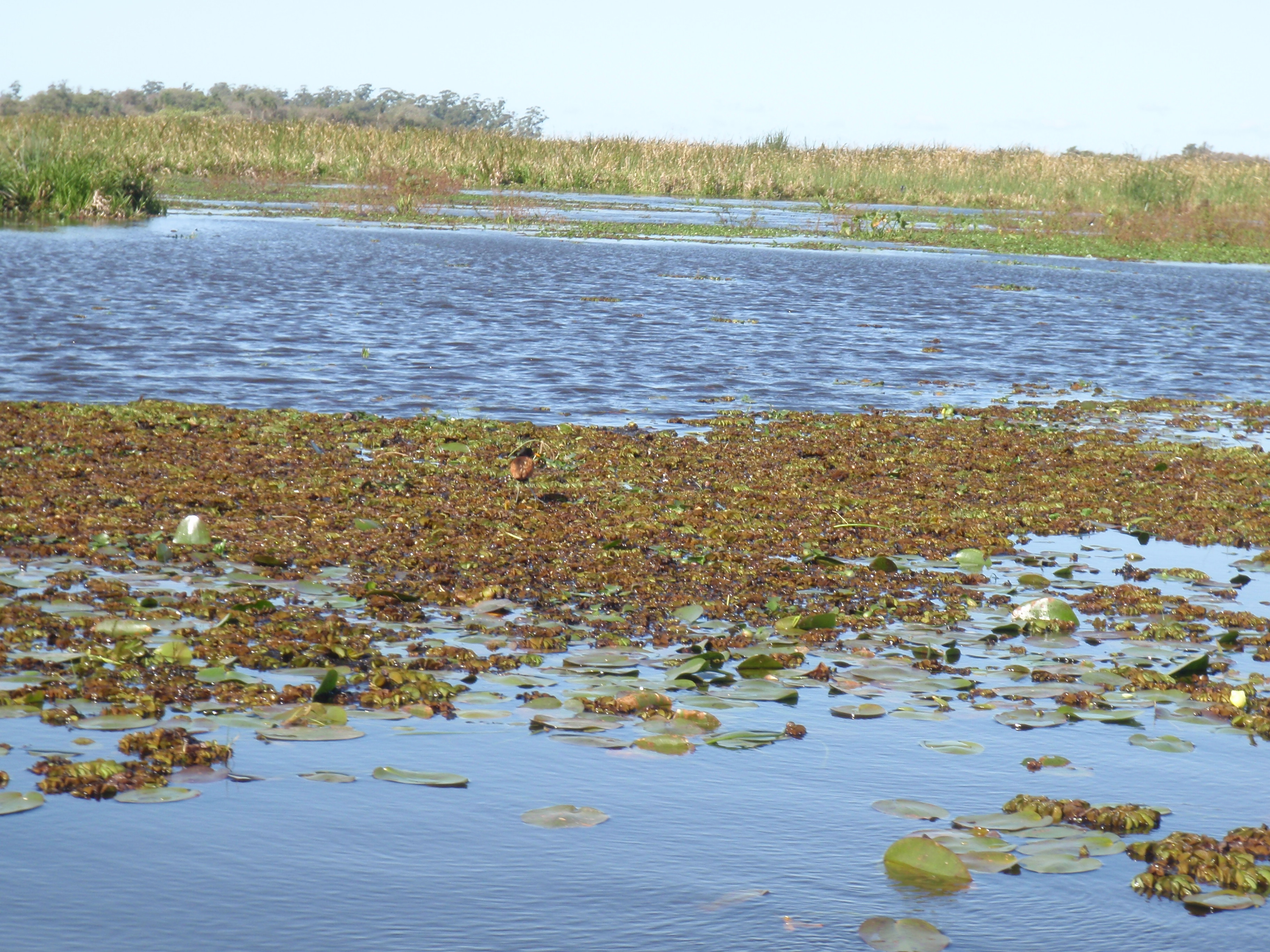
Lago nos Esteros del Iberá